# Ospedale psichiatrico provinciale San Benedetto di Pesaro
L'ex manicomio provinciale San Benedetto di Pesaro si trova a Pesaro, lungo corso XI Settembre, nel centro storico della città. Costruito nel 1829 per volere di Monsignore Benedetto Cappelletti, il manicomio San Benedetto ha l'importanza di aver avuto come direttore nella seconda metà dell'800 Cesare Lombroso, fondatore della criminologia moderna.

## Storia del complesso
Uno dei fattori principali che spinse Monsignore Benedetto Cappelletti a fondare il suddetto manicomio deve essere ricercato nel desiderio di completare la rete assistenziale della provincia. Il suo desiderio si concretizza il 15 gennaio 1824 quando egli stesso invia alla Sacra Congregazione del Governo Pontificio un “Progetto concreto e completo di erezione dentro la Città di un ospedale per la cura dei malati di mente della provincia di Pesaro.
L'edificio, di fronte a Porta Rimini, fu costruito nel medesimo anno sui terreni di proprietà privata della famiglia Guidomei di Pesaro e della famiglia Gargantini di Milano. 
Nel 1826 il fabbricato venne ampliato grazie all'acquisizione di nuovi terreni e case, appartenuti rispettivamente alla famiglia Berti e alla Confraternita del SS. Sacramento.
L'inaugurazione prevista per l'autunno del 1826 slittò per diversi motivi. Fu scelta così come data di apertura l'11 marzo 1828, ma la struttura fu denunciata per carenze igienico sanitarie. Si dovette così attendere il 1º gennaio 1829 e in onore al suo istitutore fu intitolato “Ospizio di San Benedetto”.
Nel momento della sua fondazione, il fabbricato era composto da un edificio, irregolarmente rettangolare, a più piani, contenente nel suo interno due cortili; e diviso in tre quartieri: il primo per gli uomini, il secondo per le donne e il terzo per i "furiosi, maligni o queruli". 
Per tutto il XIX secolo, per carenza di spazi e per la rapida crescita dei folli, subì diversi rifacimenti e ristrutturazioni atti ad allargare l'insufficiente capienza.
Durante la Seconda Guerra Mondiale venne trasformato in Ospedale Militare per gli Alleati, per tornare nel 1947 alla sua funzione principale.
L'ospizio venne chiuso a metà degli anni settanta in seguito all'approvazione della legge 180.

## La direzione sotto Cesare Lombroso
Cesare Lombroso assunse la direzione del manicomio nel marzo 1872 (in seguito alla vittoria di un concorso pubblico indetto l'anno precedente). 
Fin da subito, Lombroso si impegnò nell'ammodernamento della struttura, acquistando gli strumenti essenziali per lo svolgimento della psichiatria sperimentale (goniometri, craniometri) e rinnovando gli arredi. Il miglioramento della condizione dei degenti passò anche, e soprattutto, attraverso l'istituzione di una scuola per l'istruzione delle ammalate povere alla cui lezioni dovevano obbligatoriamente prendere parte anche le infermiere analfabete; l'organizzazione di cicli di conferenza e la pubblicazione di un bollettino intitolato Diario del S. Benedetto in Pesaro. La rivista era stampata dagli stessi ricoverati che vi potevano contribuire con articoli di vario genere, poesie, dispute filosofiche. Tuttavia, Lombroso dovette arrendersi alle difficoltà economiche che impedivano il completamento del piano di rinnovamento della struttura e nel novembre del 1872 rinunciò all'incarico facendo ritorno a Pavia.